# Vipio filicaudis
Vipio filicaudis är en stekelart som beskrevs av Szepligeti 1896. Vipio filicaudis ingår i släktet Vipio och familjen bracksteklar. Inga underarter finns listade i Catalogue of Life.